# Kraljevčani
Kraljevčani su mjesto u Sisačko-moslavačkoj županiji, administrativno u sastavu grada Petrinje, smješteno južno od grada.

## Povijest
U svezi nedavne povijesti treba istaknuti kako se jedan od tragičnih događaja u početku Domovinskoga rata, nažalost stradalih Hrvata, zbio upravo u ovome naselju (Pokolj u Kraljevčanima 14. kolovoza 1991.).

## Stanovništvo
| broj stanovnika | 253   | 243   | 251   | 261   | 269   | 302   | 265   | 313   | 190   | 209   | 238   | 189   | 175   | 151   | 96    | 63    | 56    |
|                 | 1857. | 1869. | 1880. | 1890. | 1900. | 1910. | 1921. | 1931. | 1948. | 1953. | 1961. | 1971. | 1981. | 1991. | 2001. | 2011. | 2021. |

Prema popisu iz 1991. godine Kraljevčani su imali 131 stanovnika.
- Hrvati - 97 (74,04%)
- Srbi - 34 (25,95%)

Prema popisu iz 2001. godine ovo naselje je imalo ukupno 96 stanovnika, od toga 87 Hrvata.
Predsjednik mjesnog odbora za mjesta Kraljevčani i Dragotinci, od 2007. godine je Marjan Vujnović.

## Kulturne reference
- Marko, otac pripovjedačice iz romana Enciklopedija mrtvih Danila Kiša, rođen je u Kraljevčanima